# Eichmann ở Jerusalem
Eichmann ở Jerusalem: Một phóng sự về Sự Tầm Thường của Cái Ác (tiếng Anh: Eichmann in Jerusalem: A Report on the Banality of Evil) là cuốn sách xuất bản năm 1963 của nhà lý luận chính trị Hannah Arendt. Vốn là một người Do Thái chạy trốn khỏi Đức trong thời kỳ Adolf Hitler lên nắm quyền, Arendt đã viết phóng sự về phiên tòa xét xử Adolf Eichmann, một trong những người tổ chức chính của cuộc diệt chủng người Do thái Holocaust, cho tờ The New Yorker.

## Chủ đề
Phụ đề nổi tiếng của Arendt giới thiệu khái niệm "sự tầm thường của cái ác". Một phần cụm từ ám chỉ cách cư xử của Eichmann tại phiên tòa. Người đàn ông không tỏ ra cảm thấy tội lỗi vì hành động của mình, cũng không tỏ thái độ thù hằn những người đang xét xử ông ta (người Do thái). Ông ta tuyên bố không chịu trách nhiệm vì đơn giản ông ta chỉ "làm công việc của mình" ("ông ta đã thực thi 'nhiệm vụ' của mình ...; ông ta không chỉ tuân thủ 'mệnh lệnh', ông ta còn tuân thủ 'pháp luật'", trang 135).

## Eichmann
Căn cứ trên lời khai trước tòa của Eichmann và các bằng chứng lịch sử sẵn có, Arendt đã đưa ra một số quan sát về Eichmann:
- Eichmann tự tuyên bố trước tòa rằng ông ta luôn nỗ lực tuân theo Mệnh lệnh nhất quyết (Categorical Imperative) của Immanuel Kant (như đã thảo luận trực tiếp ở tr.135–137). Arendt cho rằng Eichmann về cơ bản đã hiểu sai bài học từ Kant: Eichmann đã không nhận ra "nguyên tắc vàng" (the golden rule) và nguyên tắc có đi có lại tiềm ẩn trong mệnh lệnh nhất quyết, mà chỉ hiểu khái niệm về hành động của một người phải phù hợp với luật chung. Eichmann đã nỗ lực để tuân theo tinh thần của luật, theo cách mà nhà lập pháp sẽ đồng ý. Trong công thức của Kant về mệnh lệnh nhất quyết, nhà lập pháp là bản thân đạo đức, và tất cả mọi người đều là nhà lập pháp; trong công thức của Eichmann, nhà lập pháp là Hitler. Eichmann tuyên bố điều này đã thay đổi khi ông ta được giao nhiệm vụ thực hiện Giải pháp cuối cùng, tại thời điểm đó Arendt tuyên bố "ông ta đã không còn sống theo các nguyên tắc Kant, rằng ông ta đã biết điều đó, và ông ta đã tự an ủi mình với những suy nghĩ rằng ông ta không còn 'làm chủ những việc làm của mình,' rằng ông ta không thể 'thay đổi bất cứ điều gì' "(tr. 136).
- Việc Eichmann không có khả năng tư duy tự mình được minh chứng qua việc ông ta sử dụng một cách nhất quán "các cụm từ viết sẵn và những câu sáo rỗng mình tự nghĩ ra (khi ông ta thực sự thành công trong việc đặt được một câu của chính mình, ông ta nhắc đi nhắc lại đến khi nó trở thành sáo rỗng)". Thông qua sự phụ thuộc vào "tiếng nói chính thức"("officialese" - Amtssprache) và cách nói uyển ngữ Sprachregelung (cách nói theo quy định chung của Quốc xã), vốn vẫn giúp cho việc thực thi các chính sách của Hitler trở nên “dễ dàng theo một cách nào đó” (“somehow palatable”), ông ta cho thấy thế giới quan phi thực tế và cả sự thiếu hụt trong năng lực ngôn ngữ của mình.
- Trong khi Eichmann có thể có khuynh hướng bài Do Thái, Arendt lập luận rằng “không có ví dụ nào cho thấy ông ta có sự căm thù điên cuồng đối với người Do Thái, cuồng tín bài Do Thái hay truyền bá tinh thần bài Do thái dưới bất kỳ hình thức nào. Cá nhân ông ta chưa bao giờ có bất cứ điều gì chống lại người Do Thái”(tr. 26).
- Eichmann là "kẻ tham gia" trong suốt cuộc đời mình. Ông ta đã liên tục tham gia vào các tổ chức để định hình bản thân và gặp khó khăn trong việc tư duy cho chính mình khi không làm như vậy. Khi còn trẻ, ông ta thuộc về YMCA, Wandervogel và Jungfrontkämpferverband. Năm 1933, ông ta thất bại trong nỗ lực gia nhập Schlaraffia (một tổ chức của nam giới tương tự như Hội Tam Điểm). Lúc này, một người bạn của gia đình (và là tội phạm chiến tranh trong tương lai) Ernst Kaltenbrunner đã khuyến khích ông gia nhập SS. Thời gian cuối Thế chiến thứ hai, Eichmann thậm chí còn cảm thấy chán nản vì "ông ta nhận ra rằng từ giờ ông ta sẽ phải sống mà không còn là thành viên của một thứ gì đó khác" (pp. 32–3). Arendt chỉ ra rằng những hành động của ông ta không có động cơ từ sự ác độc, mà là từ sự tận tụy mù quáng cho chế độ và do nhu cầu được thuộc về, nhu cầu trở thành một kẻ tham gia. Theo ngôn từ của Eichmann:Tôi cảm thấy mình sẽ phải sống một cuộc sống cá nhân không có ai chỉ đạo và khó khăn, tôi sẽ không còn nhận được chỉ thị từ bất kỳ ai, không còn mệnh lệnh nào được ban hành cho tôi nữa, không có pháp luật nào nữa ở đó để tôi tham khảo — tóm lại, trước mắt là cuộc sống mà tôi chưa bao giờ biết tới. [1]
- Bất chấp những tuyên bố của mình, trên thực tế, Eichmann không phải là người thông minh lắm. Như Arendt đã trình bày chi tiết trong chương thứ hai của cuốn sách, ông ta không thể hoàn thành chương trình trung học hoặc đào tạo nghề, và chỉ tìm được công việc quan trọng đầu tiên (nhân viên bán hàng lưu động cho Công ty Dầu chân không) nhờ vào mối quan hệ của gia đình. Arendt lưu ý rằng, trong cả sự nghiệp SS của mình và phiên tòa ở Jerusalem, Eichmann đã cố gắng che đậy việc thiếu trình độ học vấn và kỹ năng của mình, và thậm chí còn "đỏ mặt" khi những sự thật này được đưa ra ánh sáng.
- Arendt xác nhận Eichman và những người đứng đầu Einsatzgruppen là một phần của "tầng lớp trí thức ưu tú." [2] Tuy nhiên, không giống như các nhà lãnh đạo Einsatzgruppen khác, Eichmann “thiếu trí tưởng tượng” và “không có khả năng tư duy”.[2]
- Arendt xác nhận Eichmann thực sự tuyên bố rằng ông ta chịu trách nhiệm cho một số hành động tàn bạo, trong khi ông ta không có đủ quyền lực hoặc/và chuyên môn để thực hiện những hành động đó. Hơn thế, Eichmann đưa ra những tuyên bố này ngay cả khi chúng gây tổn hại cho sự biện hộ của mình. Arendt nhận xét rằng "Khoe khoang khoác lác là thói xấu làm hại cho Eichmann" (tr. 46). Arendt cũng gợi ý là Eichmann có thể muốn bị hành quyết như một tội phạm chiến tranh hơn là sống tiếp như một kẻ vô danh. Điều này song hành với việc ông ta tự đánh giá quá cao trí thông minh và giá trị quá khứ của bản thân mình trong các tổ chức mà ông ta đã phục vụ, như đã nêu ở trên.
- Arendt lập luận rằng Eichmann, trong vai trò chầu rìa của mình tại Hội nghị Wannsee, đã chứng kiến những thành viên cấp cao của giới công vụ Đức nhiệt tình tán thành chương trình của Reinhard Heydrich về Giải pháp cuối cùng cho vấn đề Do Thái ở châu Âu (tiếng Đức: die Endlösung der Judenfrage). Khi thấy các thành viên của "xã hội đáng kính" tán thành việc giết người hàng loạt và nhiệt tình tham gia vào việc lập kế hoạch cho nó, Eichman cảm thấy được thả lỏng về trách nhiệm đạo đức, như thể mình là "Pontius Pilate".
- Trong thời gian giam giữ trước khi xét xử, chính phủ Israel đã cử không dưới sáu nhà tâm lý học đến khám cho Eichmann. Họ không tìm thấy dấu vết của bệnh tâm thần, cho dù là chứng rối loạn nhân cách. Một bác sĩ nhận xét rằng thái độ tổng thể của ông ta đối với những người khác, đặc biệt với gia đình và bạn bè, là "rất dễ chịu", trong khi một người khác nhận xét rằng đặc điểm bất thường duy nhất mà Eichmann thể hiện ra là dường như thói quen và cách nói của ông ta "bình thường" hơn người bình thường (pp . 25–6).

Arendt cho rằng điều này gây bất tín nhiệm rõ ràng với ý tưởng cho rằng tội phạm Đức Quốc xã là những kẻ tâm thần và khác biệt với những người "bình thường". Từ tài liệu này, nhiều người kết luận rằng những hoàn cảnh như Holocaust có thể khiến những người bình thường nhất phạm phải những tội ác khủng khiếp khi có những biện pháp khuyến khích thích hợp. Tuy nhiên, Arendt kiên quyết không đồng ý với cách lý giải này, vì Eichmann đã tự nguyện tuân theo Nguyên tắc lãnh tụ Führerprinzip. Arendt khẳng định vẫn còn sự lựa chọn đạo đức dưới chủ nghĩa toàn trị và những lựa chọn này vẫn mang đến hậu quả chính trị ngay cả khi người lựa chọn bất lực về mặt chính trị:
Trong hoàn cảnh khủng bố, đa số sẽ phục tùng nhưng một số người sẽ không làm thế, cũng giống như bài học của các quốc gia,  những nơi từng bị đề nghị áp dụng Giáp pháp Cuối cùng, là "nó có thể xảy ra" ở đa số các quốc gia nhưng nó không xảy ra ở mọi nơi. Nói theo cách của con người, là không thể đòi hỏi thêm gì nữa, và không thể đòi hỏi một cách hợp lý thêm gì nữa, để hành tinh này vẫn còn là nơi thích hợp cho sự sinh sống của con người.

Arendt đã đề cập đến Đan Mạch như một ví dụ cụ thể:
Có người đã muốn đưa câu chuyện này làm tài liệu thao khảo của môn khoa học chính trị cho tất cả sinh viên muốn học gì đó về tiềm năng sức mạnh to lớn vốn có trong hành vi bất bạo động và trong sự phản kháng trước một đối thủ sở hữu phương tiện bạo lực vượt trội. Không phải chỉ vì người dân Đan Mạch đã từ chối hỗ trợ thực thi Giải pháp cuối cùng, trong khi mà người dân ở nhiều quốc gia bị chinh phục khác đã bị thuyết phục để hỗ trợ thực thi nó (hoặc háo hức để hỗ trợ thực thi nó), mà còn vì, đến khi Đế chế đàn áp người dân ở đây và quyết định tự mình thực hiện việc này, họ nhận ra rằng chính người của họ ở Đan Mạch cũng đã bị tiêm nhiễm tư tưởng này và không thể vượt qua sự khó chịu của con người với sự tàn nhẫn phù hợp, như đồng nghiệp của họ ở các khu vực hợp tác hơn đã làm. 
Về tính cách của Eichmann, Arendt kết luận:

Bất chấp mọi nỗ lực của cơ quan công tố, mọi người đều có thể thấy rằng người đàn ông này không phải là một "quái vật", nhưng thật khó để không nghi ngờ rằng ông ta là một gã hề. Và vì sự nghi ngờ này có thể gây tổn hại nghiêm trọng cho toàn bộ tiến trình [là phiên tòa của ông ta], và rằng khá khó để duy trì nó với góc nhìn đi từ những đau khổ mà ông ta và những người như ông ta đã gây ra cho hàng triệu người, những điều nực cười tệ hại nhất của ông ta này khó để được nhận ra và hầu như không bao giờ được ghi lại (tr. 55). 
Arendt kết thúc cuốn sách:
Và cũng giống như việc ông [Eichmann] đã ủng hộ và thực thi chính sách không muốn chia sẻ trái đất với người dân Do thái và người dân của một số dân tộc khác – như thể ông và những cấp trên của ông có thẩm quyền nào đó để quyết định ai nên và không nên được sinh sống ở trên thế giới này – chúng tôi nhận thấy rằng không có ai, tức là không có thành viên nào của loài người, có thể được mong đợi muốn chia sẻ trái đất này với ông. Đây là lý do, và là lý do duy nhất, khiến ông bị treo cổ.

## Tính hợp pháp của phiên tòa
Bên cạnh việc thảo luận về bản thân Eichmann, Arendt còn thảo luận về một số khía cạnh khác của phiên tòa, bối cảnh của nó và Holocaust.
- Bà chỉ ra rằng Eichmann đã bị bắt cóc bởi các đặc vụ Israel ở Argentina và đưa đến Israel. Đây là một hành động bất hợp pháp. Và ông ta đã bị đưa ra xét xử ở Israel nơi mà ông ta đã không bị cáo buộc phạm bất kỳ tội ác nào. "Nếu ông ta không bị kết tội trước khi xuất hiện ở Jerusalem, phạm tội ngoài bất kỳ nghi ngờ hợp lý nào, thì người Israel sẽ không bao giờ dám, hoặc muốn, bắt cóc ông ta vì như thế là chính thức vi phạm luật pháp Argentina."
- Bà mô tả phiên tòa xét xử ông ta là một phiên tòa dàn dựng do Thủ tướng Ben-Gurion sắp đặt, và nói rằng Ben-Gurion muốn, vì một số lý do chính trị, không tập trung nhấn mạnh vào những gì Eichmann đã làm, mà vào những gì mà người Do Thái đã phải chịu đựng trong suốt thời kỳ Holocaust. [3] Bà chỉ ra rằng những tội phạm chiến tranh bị xét xử tại Nuremberg đã "bị truy tố vì tội ác chống lại người dân của các dân tộc khác nhau," mà không có liên quan đặc biệt đến tội ác diệt chủng của Đức Quốc xã đối với người Do Thái.
- Bà đặt dấu hỏi về thẩm quyền xét xử của Israel trong vụ việc Eichmann. Israel là một bên ký kết Công ước về Diệt chủng của Liên hợp quốc năm 1950. Công ước đã bác bỏ quyền tài phán chung(universal juridiction) và yêu cầu các bị cáo phải được xét xử 'trong phạm vi lãnh thổ mà hành vi tội ác đã được thực hiện' hoặc được xét xử bởi một tòa án quốc tế. Tòa án ở Jerusalem đã không tuân theo một trong hai lựa chọn đó. [4]
- Những việc làm của Eichmann không phạm tội theo luật pháp Đức, vào thời điểm đó, ông ta là một công dân tuân thủ luật pháp trong con mắt Đệ tam Đế chế. Ông ta bị xét xử vì 'tội ác do hồi tố'(crimes in retrospect). [5]
- Công tố viên, Gideon Hausner, đã tuân theo giọng điệu của Thủ tướng Ben-Gurion, người đã tuyên bố, 'Không phải là một cá nhân hay chế độ Đức Quốc xã bị đưa ra xét xử, mà là chủ nghĩa bài Do Thái trong suốt lịch sử.' Theo Arendt, những lời mở đầu phiên tòa của Hausner, vốn đề cập nhiều đến những đoạn trong Kinh thánh, 'mang kiến thức lịch sử tồi tệ và là những lời ngụy biện rẻ tiền'. Hơn thế, nó cho rằng Eichmann không phải là tội phạm, mà là 'kẻ thi hành vô tội của định mệnh đã được định trước.' [6]

## Sự tầm thường của cái ác
Cuốn sách của Arendt đã giới thiệu khái niệm về sự tầm thường của cái ác. Quan điểm của bà là Eichmann thực sự không phải là một kẻ cuồng tín hay rối loạn nhân cách (sociopath), thay vào đó, ông ta là một người cực kỳ bình thường và trần tục, kẻ dựa dẫm vào những lời bào chữa sáo rỗng hơn là những suy nghĩ tự mình, kẻ được thúc đẩy bởi mong muốn thăng tiến trong sự nghiệp hơn là ý thức hệ, và tin tưởng vào sự thành công mà ông ta coi là tiêu chuẩn hàng đầu của một "xã hội tốt".  Sự tầm thường, theo nghĩa này, hoàn toàn không có nghĩa hành động của Eichmann là bình thường, hay rằng có một Eichmann tiềm tàng trong tất cả chúng ta, nhưng rằng hành động của ông ta được thúc đẩy bởi một kiểu thỏa mãn hoàn toàn không có gì riêng biệt. Nhiều chuyên gia thời gian giữa thế kỷ 20 tỏ ra thích thú với khái niệm này.

## Đón nhận
Eichmann ở Jerusalem gây ra nhiều tranh cãi tại thời điểm xuất bản và những năm tiếp theo. Trong một thời gian dài, Arendt bị cáo buộc là đã "đổ lỗi cho nạn nhân" trong cuốn sách. Bà trả lời những cáo buộc đến sớm nhất trong phần tái bút:  
Tranh luận bắt đầu qua việc kêu gọi sự chú ý đến hành vi của người Do Thái trong những năm thực thi Giải pháp cuối cùng, và nó đã dẫn đến câu hỏi, mà đầu tiên được nêu ra bởi công tố viên Israel, về việc liệu rằng người Do thái có thể hoặc có lẽ đã phải tự bảo vệ mình hay không. Tôi đã bác bỏ câu hỏi đó, nó ngu xuẩn và ác độc, nó cho thấy sự thiếu hiểu biết chết người về các điều kiện cụ thể ở thời điểm đó. Hiện tại, câu hỏi đó đã được thảo luận nát bấy, và những kết luận tuyệt vời nhất đã được rút ra. Cấu trúc lịch sử - xã hội học nổi tiếng về "trạng thái tinh thần ở trại tập trung" (ghetto mentality) ... đã nhiều lần được đưa ra để giải thích về hành vi không chỉ giới hạn ở người Do Thái và do đó không thể giải thích bằng các yếu tố Do Thái cụ thể … Đây là kết luận bất ngờ mà một số nhà phê bình đã chọn để vẽ ra từ “hình ảnh” của một cuốn sách, được tạo ra bởi một số nhóm lợi ích, trong đó tôi bị cho là đã tuyên bố rằng người Do Thái đã tự tiêu diệt chính mình.
Stanley Milgram cho rằng "Arendt đã trở thành đối tượng của sự khinh ghét gay gắt, thậm chí là vu khống" vì bà đã nhấn mạnh sự "tầm thường" và "bình thường" của Eichmann, đồng thời lại chấp nhận lời khẳng định của Eichmann rằng ông ta không có ý định hay động cơ ác quỷ để thực hiện những điều kinh hoàng như vậy; ông ta cũng không hề mảy may nghĩ đến sự vô luân và xấu xa trong hành động của mình, hoặc thực sự, ông ta là một "quái vật" tàn bạo theo đúng mô tả của công tố viên. (ch. 1).
Jacob Robinson xuất bản cuốn Và cái đã bị làm cong nên được nắn thẳng lại (And the Crooked Shall be Made Straight), tác phẩm trọn vẹn đầu tiên phản bác cuốn sách của Arendt . Robinson tự giới thiệu mình là một chuyên gia về luật quốc tế, và không nói rằng mình là trợ lý của công tố viên trong vụ án.
Trong cuốn sách năm 2006 của mình, Trở thành Eichmann: Suy nghĩ lại về cuộc đời, tội ác và phiên xử "Kẻ sát nhân bàn giấy" (Becoming Eichmann: Rethinking the Life, Crimes and Trial of a "Desk Murderer"), nhà nghiên cứu về Holocaust David Cesarani đã đặt câu hỏi về bức chân dung về Eichmann mà Arendt đã vẽ ra căn cứ trên một số lý do. Theo kết quả nghiên cứu của ông, Arendt chỉ tham dự một phần của phiên tòa, chứng kiến Eichmann cung khai trong "nhiều nhất là bốn ngày" và các bài viết của bà chủ yếu dựa trên các bản ghi âm và bản ghi của phiên tòa. Cesarani cảm thấy điều này có thể đã làm sai lệch quan điểm của bà về ông ta, vì trong các phần khác của phiên tòa mà bà không tham dự, những khía cạnh mạnh mẽ hơn trong tính cách của ông ta đã xuất hiện.  Cesarani cũng đưa ra bằng chứng cho thấy Eichmann thực tế là người cực kỳ bài Do Thái và những cảm xúc bài Do thái này là động cơ quan trọng cho hành động của ông ta. Trên cơ sở đó, ông cáo buộc rằng những tuyên bố của Arendt rằng động cơ của ông ta là "tầm thường" và không mang tính ý thức hệ, và rằng ông ta đã từ bỏ quyền tự quyết của mình bằng cách mù quáng tuân theo mệnh lệnh của Hitler mà không cần thắc mắc, có thể dựa trên những cơ sở yếu kém. Đây là lời chỉ trích đã được lặp đi lặp lại  với Arendt, mặc dù không có chỗ nào trong tác phẩm của mình Arendt phủ nhận rằng Eichmann là một người bài Do Thái, và bà ấy cũng không tuyên bố rằng Eichmann "chỉ đơn giản là" tuân theo mệnh lệnh, mà hơn thế, ông ta đã nội tâm hóa những tuyên bố sáo rỗng của chế độ Quốc xã.
Cesarani cho rằng định kiến của Arendt đã ảnh hưởng đến những ý kiến mà bà bày tỏ trong phiên tòa. Ông lập luận rằng giống nhiều người Do Thái gốc Đức khác, bà rất coi thường Ostjuden (những người Do Thái từ Đông Âu). Theo Cesarani, điều này khiến bà tấn công động cơ và tính hiệu quả của công tố viên trưởng, Gideon Hausner, người gốc Galicia-Do Thái. Trong lá thư gửi cho nhà triết học người Đức nổi tiếng Karl Jaspers, bà nói rằng Hausner là "một người Do Thái Galicia điển hình ... liên tục phạm sai lầm. Có lẽ là một trong những người không biết bất kỳ ngôn ngữ nào."  Cesarani tuyên bố rằng một số ý kiến của bà về người Do Thái gốc Trung Đông là mang tính phân biệt chủng tộc khi bà mô tả đám đông Israel trong bức thư gửi Karl Jaspers: "Ấn tượng đầu tiên của tôi: Ở trên, các thẩm phán, những người giỏi nhất của người Do Thái gốc Đức. Bên dưới họ, các luật sư công tố, người Galicia, nhưng vẫn là người châu Âu. Mọi thứ được tổ chức bởi lực lượng cảnh sát khiến tôi rùng mình, chỉ nói tiếng Do Thái và trông giống như người Ả Rập. Nhóm cực kỳ tàn bạo trong số họ. Họ sẽ tuân theo bất kỳ mệnh lệnh nào. Và bên ngoài cửa, đám đông phương Đông, như thể là tôi đang ở Istanbul hay một quốc gia nửa châu Á nào đó. Thêm vào đó, và rất dễ thấy ở Jerusalem, là những người Do Thái peies và caftan, những kẻ khiến cuộc sống của tất cả những người có lý trí ở đây trở thành không thể chịu đựng được."  Bản thân cuốn sách của Cesarani cũng bị chỉ trích. Trong một bài đánh giá xuất hiện trên The New York Times Book Review, Barry Gewen lập luận rằng sự thù địch của Cesarani xuất phát từ việc cuốn sách của ông đứng "trong bóng râm của một trong những cuốn sách vĩ đại của nửa thế kỷ trước", và đề nghị của Cesarani rằng việc cả Arendt và Eichmann có nhiều điểm chung về xuất thân khiến bà ấy dễ dàng coi thường quá trình tố tụng, "tiết lộ rằng nhà văn đã không kiểm soát tài liệu cũng như bản thân mình." 
Eichmann ở Jerusalem, theo Hugh Trevor-Roper, mang nợ tác phẩm Sự hủy diệt người Do Thái châu Âu (The Destruction of the European Jews) Raul Hilberg, đến mức mà chính Hilberg đã nói về sự đạo văn. Nhưng chính những điểm mà Arendt mượn từ Hilberg, thì lại được chính Hilberg mượn từ HG Adler .
Arendt cũng nhận được chỉ trích dưới dạng là phản hồi cho chuỗi các bài báo của bà, những phản hồi này cũng được đăng trên New Yorker. Một ví dụ là, chỉ vài tuần sau khi các bài báo của bà được xuất bản, một bài báo có tựa đề "Người đàn ông có lương tâm vô định" đã được đăng.  Bài báo được viết bởi nhân chứng cho bên bào chữa, Michael A. Musmanno. Ông lập luận rằng Arendt đã trở thành con mồi cho những định kiến của riêng bà, và điều này khiến tác phẩm của bà trở thành phi lịch sử. Ông cũng trực tiếp chỉ trích bà vì đã bỏ qua các sự kiện được đưa ra tại phiên tòa khi nói rằng "sai khác giữa những gì cô Arendt nói và những gì là sự thật xảy ra với tần suất đáng lo ngại trong cuốn sách của cô đến mức khó có thể chấp nhận đó là một tác phẩm mang giá trị lịch sử". Ông tiếp tục lên án Arendt và cuốn sách vì những thành kiến của bà  được mô tả trong Eichmann ở Jerusalem với Hauser và Ben-Gurion. Musmanno lập luận rằng Arendt đã tiết lộ "những định kiến của riêng bà ấy thường xuyên" đến mức nó không còn là một tác phẩm chính xác.
Arendt đã dựa nhiều vào cuốn sách của HG Adler Theresienstadt 1941-1945. Bộ mặt của một cộng đồng bị ép buộc (Theresienstadt 1941-1945. The Face of a Coerced Community - Nhà xuất bản Đại học Cambridge. 2017), mà bà đã đọc dưới dạng bản thảo. Adler đã bàn về cách nhìn của bà về Eichmann trong bài tiểu luận quan trọng của ông: "Hannah Arendt biết gì về Eichmann và Giải pháp cuối cùng?" (Allgemeine Wochenzeitung der Juden ở Deutschland. Ngày 20 tháng 11 năm 1964).
Trong những năm gần đây, Arendt nhận thêm chỉ trích từ các tác giả Bettina Stangneth và Deborah Lipstadt. Trong tác phẩm của mình Eichmann trước Jerusalem (Eichmann Before Jerusalem),  Stangneth lập luận rằng trên thực tế Eichmann là một kẻ bài Do thái âm thầm. Bà sử dụng Tài liệu Sassen (Sassen Papers) và lời kể của Eichmann khi ở Argentina để chứng minh rằng ông ta tự hào về địa vị của mình như một tên Quốc xã quyền lực và về những vụ giết người mà địa vị ấy đã cho phép ông ta thực hiện. Trong khi  thừa nhận Tài liệu Sassen chưa được tiết lộ khi Arendt còn sống, bà lập luận rằng bằng chứng tại tòa đã chứng minh Eichmann là kẻ giết người bài Do thái và Arendt chỉ đơn giản là đã phớt lờ điều này. Trong tác phẩm của mình, Phiên tòa Eichmann (The Eichmann Trial), Deborah Lipstadt cho rằng, thay vì đánh giá Eichmann một cách khách quan, Arendt đã quá phân tâm bởi quan điểm của riêng bà về chủ nghĩa toàn trị. Lipstadt đề cập đến tác phẩm của Arendt về chủ nghĩa toàn trị, Nguồn gốc của chủ nghĩa toàn trị (The Origins of Totalitarianism). Bà cho rằng Arendt tìm cách lấy Eichmann làm ví dụ nđể làm chứng minh cho tác phẩm của mình. Lipstadt tiếp tục tranh luận rằng Arendt "muốn phiên tòa này giải thích cách thức để các xã hội này thành công trong việc khiến người khác thực hiện những mệnh lệnh tàn bạo của nó" và vì vậy đã đóng khung phân tích của bà theo sự tìm kiếm này.  Dẫu sao, Arendt được khen ngợi vì là một trong những người đầu tiên chỉ ra rằng những trí thức, chẳng hạn như Eichmann và các nhà lãnh đạo khác của Einsatzgruppen, trên thực tế đã được chấp nhận nhiều hơn (là được biết tới) trong Đệ tam Đế chế bất chấp việc Đức Quốc xã liên tục tuyên truyền chống lại trí thức.  Cuốn sách Tin tưởng và Hủy diệt (Believe and Destroy) của nhà sử học Christian Ingrao đã chỉ ra rằng Hitler chấp nhận nhiều hơn trí thức gốc Đức và có ít nhất 80 trí thức người Đức đã hỗ trợ "Cỗ máy chiến tranh SS" của ông ta.  Khi đánh giá cuốn sách này của Ingrao năm 2013, nhà báo Jan Mieszkowski của Los Angeles Review of Books ca ngợi Arendt vì đã "nhận thức rõ rằng có vị trí cho người biết tư duy ở trong Đệ tam Đế chế." 